# Tomasz Sygut
Tomasz Piotr Sygut (ur. 26 listopada 1978 w Kroczycach) – polski dziennikarz, menedżer, od 2023 dyrektor generalny spółki Telewizja Polska w likwidacji.  

## Życiorys
Ukończył studia na Wydziale Nauk Społecznych Uniwersytetu Śląskiego w Katowicach. Z Telewizją Polską związany w latach 2009–2015. W tym czasie był wydawcą i współtwórcą programów publicystycznych „Punkt widzenia” (TVP2) oraz „Newsroom” (TVP Info). Pełnił obowiązki zastępcy dyrektora Ośrodka Programów Regionalnych TVP, wicedyrektora, a następnie dyrektora TVP Info, sekretarza programowego TVP Polonia oraz dyrektora Telewizyjnej Agencji Informacyjnej.  
W latach 2016–2019 był redaktorem naczelnym Redakcji Informacji i Publicystyki Nowa TV. W latach 2019–2023 był członkiem zarządu Miejskich Zakładów Autobusowych w Warszawie. Publikował m.in. w „Przeglądzie” i „Super Expressie”, gdzie był zastępcą szefa działu polityki.